# 德讷耶莱尚泰勒
德讷耶莱尚泰勒（法語：Deneuille-lès-Chantelle，法語發音：[dənœj lɛ ʃɑ̃tɛl]，意为“尚泰勒附近的德讷耶”）是法国阿列省的一个市镇，属于穆兰区。

## 地理
德讷耶莱尚泰勒（46°14'43"N, 3°8'48"E）面积8.21 平方千米，位于法国奥弗涅-罗讷-阿尔卑斯大区阿列省，该省份为法国中部省份，北起涅夫勒省、西北接谢尔省，西南至克勒兹省，南至多姆山省，东南临卢瓦尔省，东临索恩-卢瓦尔省。
与德讷耶莱尚泰勒接壤的市镇（或旧市镇、城区）包括：尚泰勒、弗勒里耶勒、莫内斯捷。

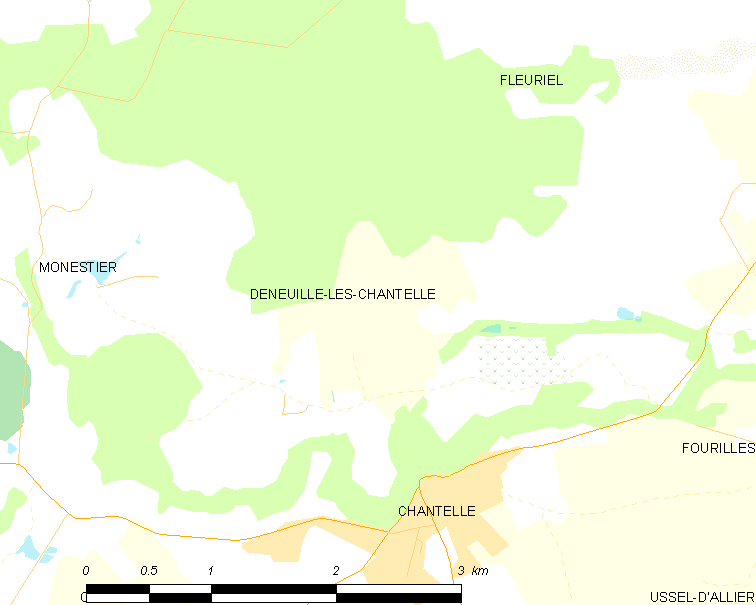
德讷耶莱尚泰勒的OSM定位图

德讷耶莱尚泰勒的时区为UTC+01:00、UTC+02:00（夏令时）。

## 行政
德讷耶莱尚泰勒的邮政编码为03140，INSEE市镇编码为03096。

## 政治
德讷耶莱尚泰勒所属的省级选区为加纳县。

## 人口

1962-2008年间德讷耶莱尚泰勒人口变化图示

德讷耶莱尚泰勒于2022年1月1日时的人口数量为93人。